# Dekanat daleszycki
Dekanat daleszycki – jeden z 33 dekanatów rzymskokatolickiej diecezji kieleckiej. Tworzy go 12 parafii:
- Bieliny – pw. św. Józefa Oblubieńca NMP
- Cisów – pw. św. Wojciecha b. m.
- Daleszyce–św. Michała Archanioła
- Górno – pw. św. Wawrzyńca diak. m.
- Kaczyn – pw. Matki Bożej Częstochowskiej
- Makoszyn – pw. św. Piotra i Pawła Ap.
- Niestachów – pw. Najświętszego Serca Jezusa
- Huta Nowa – pw. Matki Bożej Fatimskiej
- Ociesęki – pw. św. Jana Chrzciciela
- Skorzeszyce – pw. św. Rozalii dz.
- Suków – pw. NMP Królowej Polski i Św. Augustyna b. w.
- Szczecno – pw. Najświętszej Maryi Panny Częstochowskiej